# 富の泉

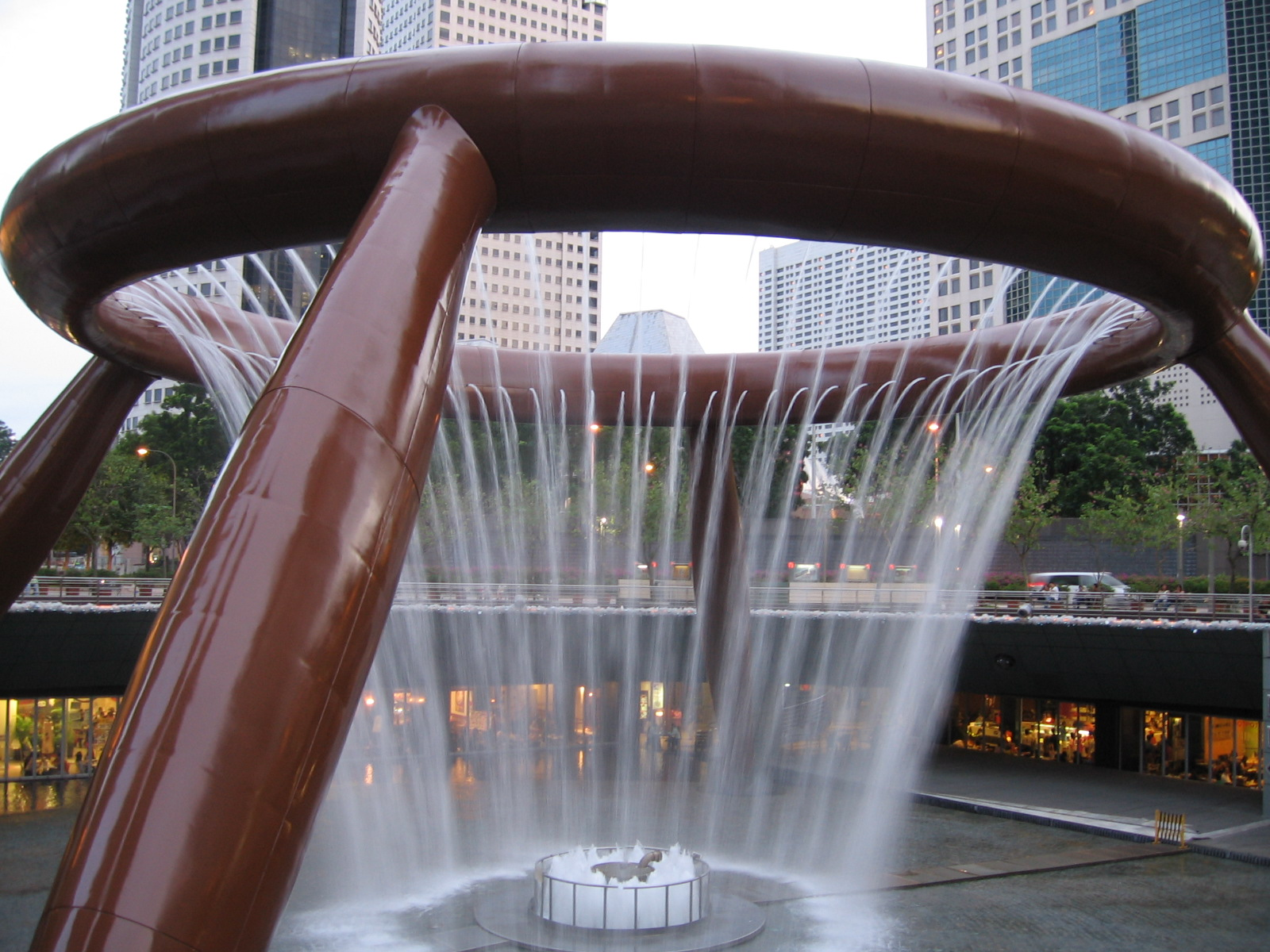
「富の泉」

富の泉、富の噴水（とみのいずみ、-ふんすい、英語: Fountain of Wealth）はシンガポールで一番大きいショッピングセンター、サンテック・シティーモール (Suntec City Mall) にある噴水。1995年に建設され、1998年に世界一大きな噴水としてギネス世界記録に登録された。5本の指をモチーフとして（シンガポール政府観光局は噴水周りの5つのビルを指と見なしている）、風水を取り入れて建設されたといわれ、水に触れながら3周すると願いが叶うという、いわくつきの噴水である。
夜になるとライトアップされ、午後8時から9時にかけてレーザーショーが行われる。

## 脚注

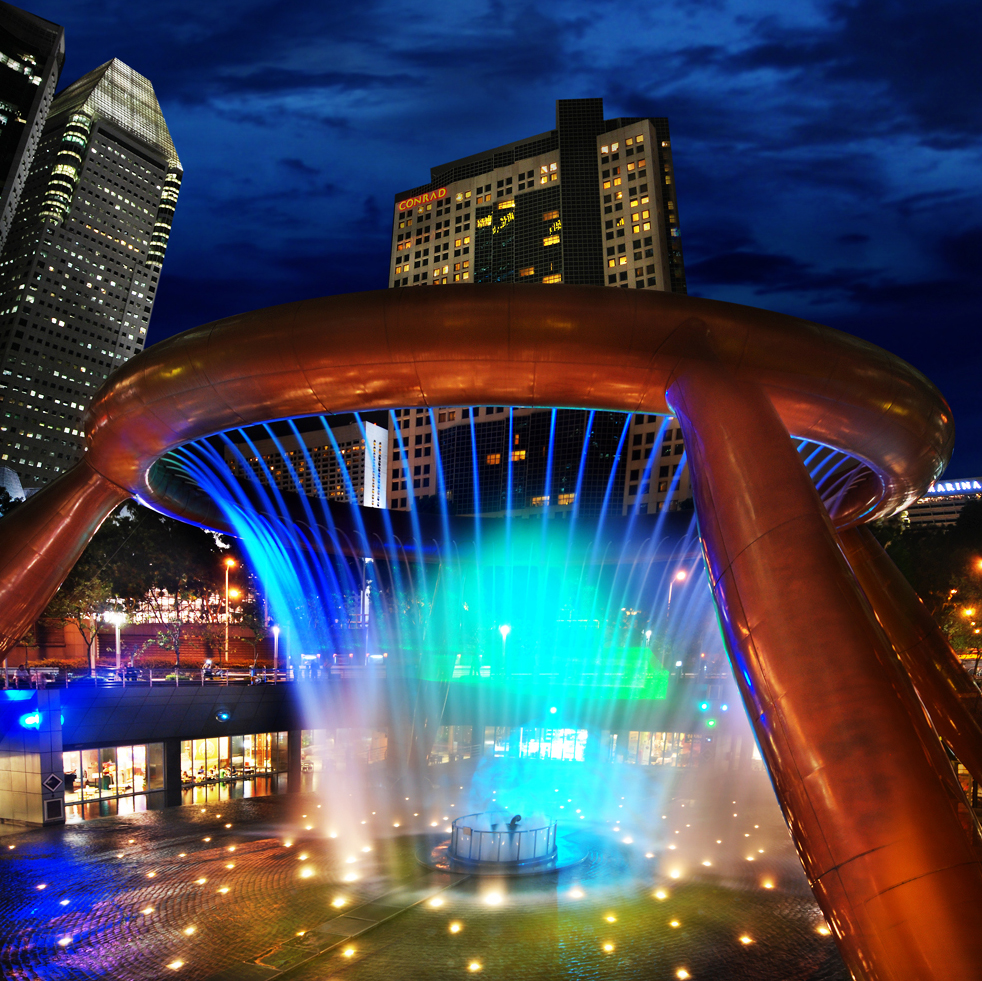
ライトアップされた「富の泉」